# Långsmaltjärnen (Bjurholms socken, Ångermanland, 710161-165898)
Långsmaltjärnen är en sjö i Bjurholms kommun i Ångermanland och ingår i Öreälvens huvudavrinningsområde.